# Siobhán Donaghy
Siobhán Emma Donaghy (Londra, 14 giugno 1984) è una cantante britannica di musica pop ed alternativa.

## Biografia

### Gli esordi con le Sugababes
A dodici anni incontra Ron Tom (manager e creatore della girl band All Saints) che le propone di diventare il suo manager.
Nel 1998 costituisce insieme alle coetanee Keisha Buchanan e Mutya Buena il gruppo delle Sugababes, sotto la guida di Tom. Con il gruppo pubblica un solo album One Touch (2000) poiché nel 2001 abbandona la girl band a causa di contrasti con le colleghe.

### La carriera solista:Revolution in MeeGhosts
Terminata l'esperienza nel gruppo musicale, nel 2002 la London Records le offre un contratto discografico come solista.
Dopo un anno di lavoro insieme al paroliere e produttore delle All Saints Cameron McVey, nel 2003 esce il suo primo album da solista, Revolution in Me, preceduto da Overrated, che ottiene un discreto successo in Regno Unito, Irlanda e Paesi Bassi, a differenza dell'album che invece si rivela un totale flop di vendite non entrando in classifica. A Overrated segue Twist of Fate, singolo che ottiene scarso successo, spingendo così la casa discografica a rescindere il contratto con la cantante.
Nel 2006 la cantante firma un contratto con l'etichetta discografica Parlophone, per la quale pubblica il singolo Don't Give It Up che però ottiene scarso successo, raggiungendo la quarantacinquesima posizione della classifica britannica. Al singolo segue il secondo album della cantante, intitolato Ghosts che rimane nella classifica britannica appena una settimana, alla posizione numero novantadue. Dall'album viene estratto anche un secondo singolo, So You Say, anch'esso di scarso successo.
Nel 2007, al termine della promozione del secondo album, partecipa alla versione britannica del musical Rent. Nell'agosto 2008 la Donaghy interrompe il rapporto di lavoro con l'etichetta Parlophone. Nel giugno del 2009 collabora con gli Square1 nel brano Styfling.

### Il gruppo Mutya Keisha Siobhan
Nel 2011 si riunisce con le ex componenti delle Sugababes, Mutya Buena e Keisha Buchanan, per costituire un nuovo gruppo musicale chiamato Mutya Keisha Siobhan. Nel 2012, le tre firmano un contratto discografico con la Polydor Records e iniziano la lavorazione del loro primo album. L'anno successivo il gruppo pubblica il primo singolo Flatline.

## Discografia da solista

### Album
- 2003 - Revolution in Me
- 2007 - Ghosts

### Singoli
- 2003 - Nothing but Song
- 2003 - Overrated
- 2003 - Twist of Fate
- 2007 - Don't Give It Up
- 2007 - So You Say